# Journal of Cardiovascular Medicine
Journal of Cardiovascular Medicine is een internationaal, aan collegiale toetsing onderworpen wetenschappelijk tijdschrift op het gebied van de cardiologie.
De naam wordt in literatuurverwijzingen meestal afgekort tot J. Cardiovasc. Med. (Hagerstown).
Het wordt uitgegeven door Lippincott Williams & Wilkins namens de Federazione italiana di cardiologia en verschijnt maandelijks.
Het eerste nummer verscheen in 2006.